# Ceratoneura petiolata
Ceratoneura petiolata är en stekelart som beskrevs av William Harris Ashmead 1894. Ceratoneura petiolata ingår i släktet Ceratoneura och familjen finglanssteklar.
Artens utbredningsområde är:
- Bahamas.
- Costa Rica.
- Dominikanska republiken.
- El Salvador.
- Jamaica.
- Montserrat.
- Nicaragua.
- Puerto Rico.
- Venezuela.
- Dominica.
- Grenada.

Inga underarter finns listade i Catalogue of Life.